# Ceratrimeria novaezealandiae
Ceratrimeria novaezealandiae är en urinsektsart som först beskrevs av Womersley 1936.  Ceratrimeria novaezealandiae ingår i släktet Ceratrimeria och familjen Neanuridae. Inga underarter finns listade i Catalogue of Life.